# Belisana flores
Belisana flores là một loài nhện trong họ Pholcidae. Loài này được phát hiện ở Indonesia.